# Die beste Klasse Deutschlands

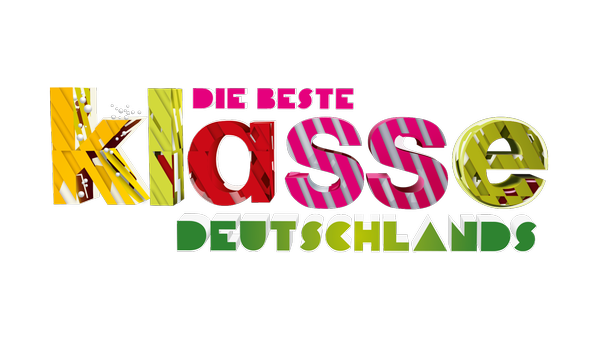
Ehemaliges Sendungslogo (2008–2020)

Die beste Klasse Deutschlands ist eine deutsche Quiz-Sendung, die auf KiKA ausgestrahlt und aktuell von Clarissa Corrêa da Silva und Tobias Krell moderiert wird. Seit 2008 wird bei KiKA jährlich im Frühjahr eine Staffel gezeigt, seit 2021 kommt zusätzlich eine weitere im Herbst hinzu. Die Erstausstrahlung des Superfinales am Ende der jeweiligen Staffel erfolgt im Ersten. Laut Aussage des Senders kommt es bei den Fragen besonders auf gutes Allgemeinwissen an.

## Auswahl und Bewerbung
Jede 6. oder 7. Schulklasse Deutschlands kann sich für die Sendung bis zum Einsendeschluss mit einem Video bewerben. Nachdem die besten Bewerbungen herausgesucht wurden, mussten sich 2008 die ausgewählten Klassen in bundeslandinternen Runden für die Fernsehshow qualifizieren. Von 2008 bis 2020 nahmen pro Staffel je 32 Klassen, die von einer Jury ausgewählt worden waren, am Wettbewerb teil. Seit 2021 sind es nur noch 16 Klassen pro Wettbewerb, allerdings gibt es jetzt zwei Staffeln pro Jahr. Seit 2024 besteht die erste Runde des Wettbewerbs aus sogenannten Schulbattles, die jeweils direkt in den Schulen aufgenommen werden. Dabei treten jeweils zwei Klassen gegeneinander an. Nur die acht Klassen, die bei den Schulbattles gewonnen haben, werden dann zu den vier Wochenshows ins Studio eingeladen. Die vier Klassen, die bei den Wochenshows gewonnen haben, nehmen am Superfinale teil, in dem sich entscheidet, welche Klasse den Titel und den Preis gewinnt.

## Ablauf der Sendung

### Ursprüngliches Spielkonzept

#### Wochenshow
In jeder ausgestrahlten Folge traten zwei Klassen in der Wochenshow gegeneinander an. Dabei wurden zunächst Bilder richtig zugeordnet oder in die richtige Reihenfolge gebracht. Die Erste Reihe – in der die beiden von der Klasse für die Show ausgewählten Kandidaten sitzen –, die das Bilder-Duell gewann, durfte sich ihren Fragenchip mit den Fragen und Experimenten aussuchen. In der ersten Spielrunde wurden jeweils abwechselnd an beide Teams vier Fragen aus vielen unterschiedlichen Themengebieten gestellt, darunter auch welche zu vorgeführten Experimenten. Pro Frage gab es in der Regel vier Antwortmöglichkeiten, manchmal auch nur zwei. Bei jeder Frage hatten zunächst 20 Schüler aus dem Publikum der betreffenden Klasse zehn Sekunden Zeit, um ihr Votum abzugeben, dieses wurde jedoch erst bekannt, wenn auch die Erste Reihe die Frage richtig beantwortet hatte. Die Klasse, der die Frage gestellt wurde, erhielt nur dann Punkte (und zwar so viele, wie es richtige Antworten gab, also maximal zwanzig mögliche), wenn auch die Antwort der Kandidaten richtig war. War diese falsch, verfielen die Punkte der Klasse, auch wenn theoretisch alle Schüler aus dem Publikum richtig lagen. Auch Aktionsspiele waren Teil der Duelle.
Beide Klassen erhielten zu Beginn der Show jeweils zwei Joker. Dabei handelte es sich einmal um einen Experten-Joker, bei dem die Kandidaten einen Mitschüler aus dem Publikum befragen konnten, von dem sie glaubten, dass dieser die Antwort weiß. Zudem gab es den Duell-Joker: Falls die Klasse, die den Duell-Joker einsetzte, mehr richtige Stimmen hatte, bekam sie diese als Punkte gutgeschrieben, ansonsten nicht.
Danach wurden abschließend in der Finalrunde Fragen gestellt, bei denen alle 44 Schüler – beide Klassen und auch die Kandidaten – ihr Votum abgaben. Dort erhielt die Klasse die Punkte, aus der mehr Schüler die richtige Antwort gegeben hatten. Bei Gleichstand bekamen beide Klassen ihre Punkte. Außerdem wurden bei den letzten Fragen jeder Sendung die Punkte verdoppelt beziehungsweise verdreifacht.

#### Wochenfinale
Im Wochenfinale spielten die besten vier Teams der Woche. In der ersten Runde gab es fünf Fragen für alle 88 Schüler. Jede richtige Antwort in der Klasse kam aufs Punktekonto. Die beiden Klassen, die am Ende dieser Runde die meisten Punkte hatten, zogen in die nächste Spielrunde ein und konnten weiterspielen. Die anderen beiden Teams schieden an dieser Stelle aus. Zu Beginn der zweiten Runde spielten die Kandidaten der ersten Reihe im Aktionsspiel um die Joker. Die Sieger des Spiels hatten für die Hauptrunde beide Joker zur Verfügung, also Experten- und Duell-Joker. Die Verlierer konnten nur den Duell-Joker einsetzen. Anschließend wurde das Duell wie in den Wochenshows fortgesetzt. Der Sieger der Show zog ins Superfinale ein.

#### Superfinale
Im Superfinale spielten die Gewinner der Wochenfinals gegeneinander, wobei alle Schüler ihr Votum abgaben. Prominente Studiogäste und bekannte Stars unterstützten den Moderator bei den Experimenten. In der Hauptrunde wurden zehn Fragen gestellt, wobei jede Klasse einmal die Möglichkeit hatte, in der Abstimmungszeit den Punkteboost einzusetzen. In diesem Fall wurden die erspielten Punkte der Runde verdoppelt. Die beiden Teams mit den meisten Punkten zogen in die Finalrunde ein. Die Klasse, die dabei als erstes drei Fragen richtig beantwortet hatte, erhielt den Titel „Die beste Klasse Deutschlands“.

### Spielkonzept seit 2021

#### Wochenshow
Die Ausstrahlung erfolgt nur noch einmal wöchentlich. Es spielen jetzt vier Klassen in einer Wochenshow gegeneinander, weiterhin mit zwei Spielern in der ersten Reihe und ihren 20 Klassenstimmen. Alle vier Klassen bekommen zunächst gleichzeitig insgesamt acht Fragen gestellt (allerdings nur noch mit drei Antwortmöglichkeiten), darunter auch zwei zu vorgeführten Experimenten. Die Schüler haben zehn Sekunden Zeit abzustimmen. Auch die beiden Kandidaten müssen die Antwort in der Abstimmungszeit eintippen. Schaffen sie es nicht rechtzeitig, verfallen die Stimmen. Nur wenn die Kandidaten richtig tippen, erhält die Klasse Punkte (so viele, wie es richtige Antworten gab, also maximal 20 Punkte). Jede Klasse kann dabei ab der zweiten Runde einmal den Boost-Joker setzen, welcher die erspielten Punkte verdoppelt. Zudem gibt es zwei Aktionsspiele, bei denen die Spieler aus jeweils zwei Klassen im direkten Duell gegeneinander antreten. Wer gegen wen spielt, wird ausgelost. Die Gewinner dieses Duells bekommen 20 Punkte. Geht das Spiel unentschieden aus, erhalten beide Teams 20 Punkte.
Anschließend werden drei Finalrunden nach dem Modus „The Split“ gespielt. Jede Klasse setzt dabei ihre zuvor erspielten Punkte innerhalb von 30 Sekunden auf die drei Antworten. Dabei können sie entscheiden, ob sie alle Punkte auf eine Antwort setzen oder auf mehrere Antworten verteilen. Für die folgenden Runden behalten die Klassen nur die Punkte, die sie auf die richtige Antwort gesetzt haben. Die Klasse mit den wenigsten Punkten pro Runde scheidet aus. Die Klasse, die am Ende die meisten Punkte richtig gesetzt hat, zieht ins Superfinale ein.
Seit 2024 findet die erste Wettbewerbsrunde direkt an den Schulen vor Ort statt, bei der die Hälfte der teilnehmenden Klassen weiterkommt. Somit treten in den Wochenshows nur noch zwei Klassen gegeneinander an. Dementsprechend gibt es auch nur vier Fragen, ein Experiment und ein Aktionsspiel. Die erspielten Punkte aus den Schulbattles nehmen die Klassen mit in die Wochenshow. Dazu kommen Punkte, die User für die jeweilige Klasse in der begleitenden KiKA-Quiz App erspielt haben. Vor der Finalrunde wird zudem „Richtig oder Falsch“ gespielt, wobei zwei Behauptungen aufgestellt werden. Beide Klassen antworten gleichzeitig, alle richtigen Antworten werden gezählt. „The Split“ besteht ebenfalls nur aus zwei Runden.

#### Superfinale
Im Superfinale spielen die Gewinner der vier Wochenshows gegeneinander. Zu Beginn gibt es eine Schnellfragerunde, bei der offene Fragen ohne Antwortmöglichkeiten gestellt werden. Die beiden Kandidaten müssen dabei buzzern. Wer am schnellsten ist, darf antworten. Pro richtiger Antwort erhält die Klasse fünf Punkte. Bei einer falschen Antwort ist die Klasse für die folgende Frage gesperrt. Anschließend wird die Sendung wie in der Wochenshow fortgeführt. Dabei stellen auch prominente Studiogäste Experimente und Aktionsspiele vor. In den abschließenden drei Finalrunden entscheidet sich nach dem Modus „The Split“, welche Klasse den Wettbewerb gewinnt und den Titel „Die beste Klasse Deutschlands“ erhält.

### Besonderheiten während der COVID-19-Pandemie
Nach den Wochenshows wurde die Produktion 2020 wegen der COVID-19-Pandemie abgebrochen. Stattdessen wurden Spezialausgaben produziert, die im Nachmittagsprogramm als Warm-Up vor der eigentlichen Staffel ausgestrahlt wurden. Darin präsentierten Malte Arkona und Kim Unger die verbliebenen Fragen. Ins Superfinale sind anschließend die vier Klassen mit den meist erspielten Punkten eingezogen. Die Spielregeln wurden 2020 verändert. Zunächst traten jeweils zwei Klassen gegeneinander an und spielten gleichzeitig. Neben den ersten Reihen im Studio beantworteten teilweise auch die zugeschalteten Klassen die Fragen. Die Klassen, die als erstes drei Fragen richtig beantworteten, kamen in die Finalrunde. Hier gab es zunächst für jede Klasse einzeln jeweils zwei Fragen. Anschließend wurde ein Aktionsspiel gespielt. Bei den letzten drei Fragen konnten die Klassen zunächst zwei, dann drei und zuletzt fünf Punkte erspielen. Die Klasse mit der höchsten Punktzahl bekam den Titel „Die beste Klasse Deutschlands 2020“.
Die Frühjahrsstaffel 2021 konnte nicht produziert werden. Stattdessen durften die ursprünglich ausgewählten Klassen in der Herbststaffel antreten, was dazu führte, dass erstmals auch 8. Klassen am Wettbewerb teilnahmen.

## Beteiligung
Zur ersten Staffel bewarben sich mehr als 700 Klassen, was in etwa 20.000 Schülern entspricht. Zur zweiten Staffel gab es 400 Bewerbungen, von denen 32 angenommen wurden. Zur vierten Staffel gab es eine Rekordbeteiligung von über 2450 Schulklassen, das entspricht einer dreifachen Bewerberanzahl gegenüber der dritten Staffel. Für die 20. Staffel gingen nur noch gut 300 Bewerbungen ein.

## Sieger
- 2008: 6a des Königin-Luise-Gymnasiums aus Erfurt[7]
- 2009: 6d des Gymnasiums aus Kirchseeon[8]
- 2010: 7b des Albert-Schweitzer-Gymnasiums aus Hamburg
- 2011: 6b der Georg-Friedrich-Händel-Oberschule aus Berlin
- 2012: 6d der Ferdinand-von-Miller-Realschule aus Fürstenfeldbruck
- 2013: 7e der CJD Jugenddorf-Christophorusschule aus Rostock
- 2014: 7c der CJD Christophorusschule aus Königswinter
- 2015: 7b des Gymnasiums Hoheluft aus Hamburg
- 2016: 7b der Prälat-Diehl-Schule aus Groß-Gerau
- 2017: 6d des Erasmus-Gymnasiums aus Grevenbroich
- 2018: 6/2 des Landesgymnasiums Latina August Hermann Francke aus Halle (Saale)[9]
- 2019: 6e des Helmholtz-Gymnasiums aus Essen
- 2020: 7b des Orlatal-Gymnasiums aus Neustadt an der Orla
- 2021: 8f des Gymnasiums Süderelbe aus Hamburg
- Frühjahr 2022: 6a der Grundschule im Eliashof aus Berlin
- Herbst 2022: 8a des Städtischen Gymnasiums aus Erwitte
- Frühjahr 2023: 7d des Neuen Gymnasiums aus Rüsselsheim[10]
- Herbst 2023: 7c des Bertolt-Brecht-Gymnasiums aus Schwarzenberg
- Frühjahr 2024: 7b des Peutinger-Gymnasiums aus Ellwangen
- Herbst 2024: 6b des Theodor-Heuss-Gymnasiums aus Heilbronn
- Frühjahr 2025: 7d der Leibnizschule aus Wiesbaden

## Preise
Die Klassen kämpfen jährlich um eine Klassenfahrt in eine europäische Großstadt. Wegen der Reisebeschränkungen während der COVID-19-Pandemie wurden alternative Preise vergeben. Die Gewinnerklassen fuhren bisher in folgende Städte:
- 2008: Rom
- 2009: Barcelona
- 2010: Rom
- 2011: London
- 2012: Paris
- 2013: Barcelona
- 2014: Amsterdam
- 2015: Kopenhagen
- 2016: Lissabon
- 2017: Madrid
- 2018: Edinburgh
- 2019: Athen
- 2020: Rom (Wegen der Pandemie war die Klassenfahrt nicht möglich. Stattdessen bekam die erstplatzierte Klasse 10.000 Euro und die zweitplatzierte 5.000 Euro. Das Geld konnten sie jeweils für eine Klassenreise ihrer Wahl einsetzen, sobald es die Bedingungen zuließen.)
- 2021–2022: Die erstplatzierten Klassen bekamen einen Klassensatz Tablets und einen Videoschnitt-Workshop.
- Frühjahr 2023: Amsterdam
- Herbst 2023: Paris
- Frühjahr 2024: Barcelona
- Herbst 2024: Kopenhagen
- Frühjahr 2025: Budapest

Von der 1. bis zur 9. Staffel gewann die zweitplatzierte Klasse eine Fahrt nach Berlin, in der 10. Staffel nach Hamburg, in der 11. Staffel nach München und in der 12. Staffel wieder nach Berlin.
Außerdem bekamen die Klassen der frühen Staffeln in den Spielrunden Geldpreise für die Klassenkasse nach folgendem Schema:
- Wochenshow:
  - 2. Platz: 100 €
  - 1. Platz: 300 €
- Wochenfinale:
  - 4. Platz: 100 €
  - 3. Platz: 200 €
  - 2. Platz: 300 €
  - 1. Platz: 400 €
- Superfinale:
  - 4. Platz: 1.000 €
  - 3. Platz: 1.000 €

## Sonstiges
- In der ersten Staffel fanden sogenannte Qualifikationsrunden bundeslandintern an besonderen Orten wie in einer Höhle, im Kino oder im Museum statt.[11] Diese wurden von Karen Markwardt moderiert.
- Seit der 19. Staffel gibt es wieder Qualifikationsrunden. In den sogenannten Schulbattles treten die Klassen an den Schulen gegeneinander an. Die Moderatoren dieser Runden waren anfangs Dilara Colak, Anna Klär, Lukas White, Marie Brand und Julius Berger, seit der 21. Staffel führen nur noch Colak und White durch die Schulbattles.
- In den Anfangsjahren wurden die Sendungen in Köln produziert. Seit der 14. Staffel findet die Produktion in Erfurt statt.
- Bis zum Superfinale treffen in jeder Spielrunde die sechsten und siebten Klassen nur getrennt aufeinander.
- Als Off-Sprecher fungiert Thomas Friebe.